# Ellie Aldridge
Ellie Aldridge (29 de dezembro de 1996) é uma velejadora britânica.

## Início da vida
Aldridge nasceu em 29 de dezembro de 1996 em Poole, Dorset. Ela foi apresentada à vela pela primeira vez quando tinha sete anos e se juntou ao Parkstone Yacht Club, onde fez experiências com embarcações à vela.

## Carreira
Em 2021, ela derrotou a windfoiler francesa Lauriane Nolot e ficou em terceiro lugar no Campeonato Mundial de Formula Kite em Torregrande, na Sardenha. Foi vencido pela americana Daniela Moroz com Aldridge em segundo. Em 2022, ela conquistou a medalha de prata no KiteFoil World Series Traunsee, na Áustria. Ela foi derrotada pela surfista polonesa Julia Damasiewicz.
Aldridge liderou o contingente do Reino Unido no Campeonato Mundial em agosto de 2023 em Haia. Lauriane Nolot venceu o evento e Aldridge ficou com a prata. Ela foi seguida em terceiro e quarto lugar por outras competidoras britânicas, Lily Young e Katie Dabson. Em 2023, ela estava treinando com outras quatro "GB Kite Girls" em Weymouth. Katie Dabson e as outras "GB Kite Girls" estavam auxiliando seu treinamento para as Olimpíadas. As "GB Kite Girls" eram Aldridge, Maddy Anderson, Jemima Crathorne, Katie Dabson e Lily Young.
Ela venceu o Campeonato Europeu de Fórmula Kite de 2023 em Portsmouth, derrotando a holandesa Annelous Lammerts e a francesa Poema Newland. Esta foi sua primeira vitória significativa e ela ficou em primeiro, apesar de um acidente. Lauriane Nolot, a campeã mundial, não estava em Portsmouth para o evento. Houve um evento do tipo ensaio olímpico mais tarde em Paris, em 2024, quando ela ficou em segundo lugar para Nolot.
Em março de 2024, o campeonato europeu de Formula Kite aconteceu na Espanha. Aldridge terminou em quinto lugar, logo à frente de Lily Young, porém em maio, no Campeonato Mundial de Vela de Formula Kite, ela ficou em segundo lugar, atrás da francesa Lauriane Nolot.
Aldridge foi anunciada como membro da equipe de Formula Kite da Grã-Bretanha. No kitesurf, há um grande foco em ter um peso maior para fornecer uma vantagem, então Aldridge se concentrou em ganhar peso para as Olimpíadas de 2024; ela reduziu os exercícios para ganhar 17% de peso extra. Ela ganhou o ouro no evento feminino de Formula Kite.